# Мунцимир
Мунцими́р (хорв. Muncimir, Мутимир, умер в 910 году) — князь Хорватии в 892 — 910 годах.
Мунцимир был третьим, младшим сыном Трпимира I, основателя династии Трпимировичей. Его брат Здеслав был свергнут и убит в 879 году сторонниками князя Бранимира, не принадлежавшего к роду Трпимировичей. В 892 году, после смерти Бранимира, Мунцимир стал князем Хорватии, вернув таким образом Трпимировичам хорватский трон.
В правление Бранимира Хорватия приобрела фактическую независимость — как от папы, так и от Византии; Мунцимир продолжил курс на укрепление независимой княжеской власти. Резиденция Мунцимира располагалась в Каштеле (неподалёку от Сплита).
После смерти Мунцимира на трон взошёл Томислав, который стал первым хорватским королём. Степень родства между Мунцимиром и Томиславом точно не установлено, предположительно Томислав был его сыном.